# Georges Chennevière
Georges Chennevière, född 1884 och död 1927, var en fransk diktare.
Chennevière anslöt sig till Jules Romains riktning i sin poesi, och skrev tillsammans med denne Petit traité de versification (1923). Chennevières dikter är samlade i Poèmes (1920). Av hans romaner märks främst Innocence (1924).